# Campneuseville
Campneuseville es una comuna francesa situada en el departamento de Sena Marítimo, en la región de Normandía.

## Demografía
| 599 | 595 | 572 | 552 | 477 | 485 | 465 |
| Para los censos de 1962 a 1999 la población legal corresponde a la población sin duplicidades (Fuente: INSEE [Consultar]) |     |     |     |     |     |     |